# Torsten Stenzel
Torsten Michael Walter Stenzel, född 27 september 1971 i Bad Homburg, är en tysk musiker, låtskrivare, kompositör och producent inom elektronisk dansmusik. Han är far till singer-songwritern Au/Ra som bland annat är känd för att ha medverkat på Alan Walkers låt "Darkside".